# Christoph Coler

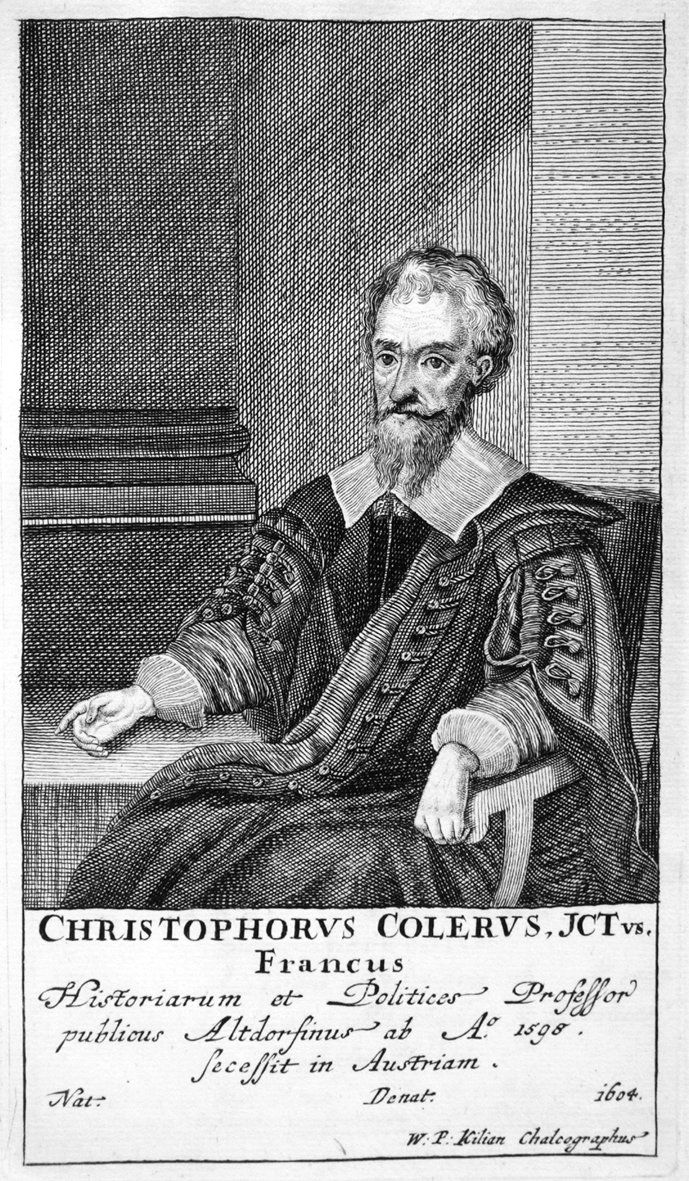
Christoph Coler auf einem Stich des Kilian Chaleographus

Christoph Coler (latinisiert Christophorus Colerus; * um 1572 in Kitzingen; † wohl 1651 in Österreich) war ein Philologe und Historiker, der zwischen 1598 und 1600 als Professor für Geschichte und Politik an der Universität Altdorf lehrte.

## Leben
Christoph Coler wurde um 1572 in der Stadt Kitzingen geboren, die damals Teil der Markgrafschaft Brandenburg-Ansbach war und in der seit 1530 lutherische Gottesdienste gefeiert wurden. Über die Familie des späteren Gelehrten ist nichts bekannt. Ebenso ist unklar, wo Coler seine Schulbildung erhielt. In Kitzingen existierte eine dreistufige Lateinschule, die für das Universitätsstudium qualifizierte. Erst als Student ist Coler im Jahr 1595 nachgewiesen. Er hatte zu diesem Zeitpunkt bereits sein Grundstudium in Philologie und Jura beim Straßburger Juristen Dionysius Gothofredus absolviert und schrieb sich nun zum Theologiestudium bei Georg Mylius in die Matrikel der Universität Jena ein. In Jena ist er noch 1596 nachweisbar, wobei er in der Stadt den Kontakt zu Joachim Camerarius dem Jüngeren und Konrad Rittershausen suchte. Mit Rittershausen verband in das philologische Interesse. 
Am 2. Dezember 1596 schrieb sich Coler an der Universität der Reichsstadt Nürnberg in Altdorf ein. Er bemühte sich bereits zuvor, als Professor für Poesie an die Universität berufen zu werden, scheiterte aber zunächst. In den folgenden Jahren begleitete er mehrere Söhne aus der Nürnberger Patrizierfamilie Tucher von Simmelsdorf bei ihrer Bildungsreisen und stieg über sie in die höchsten Kreise der Reichsstadt auf. In der Folge gelang es ihm 1597 als Privatdozent in Altdorf Fuß zu fassen. Bereits im Januar 1598 wurde er zum Professor auf Zeit ernannt, im August desselben Jahres folgte die Berufung auf Lebenszeit. Coler tat sich vor allem mit der Einrichtung eines kombinierten Lehrstuhls für Geschichte und Politik hervor, der sich am Vorbild in Tübingen orientiert.
Im Jahr 1600 verließ Coler die Altdorfer Hochschule. Wahrscheinlich trat er anschließend eine Stelle als Zeremonienmeister am kaiserlichen Hof in Prag an. Die konfessionellen Unterschiede zwischen dem katholischen Kaiser und dem an der protestantischen Universität lehrenden Coler spielte hierfür keine Rolle. Vielleicht trat Coler auch zum Katholizismus über und brach in der Folge mit vielen Kontakten aus seiner Vergangenheit. Am 17. November 1600 tauchte Coler in der Matrikel der Universität Heidelberg auf. Eventuell wirkte er in den folgenden Jahren auch in der polnischen Stadt Krakau und schrieb Werke, die dem polnischen Adeligen Stanislaus Zell Vitellius von Zelanka gewidmet waren. Unklar ist, wann Coler genau starb. Während auf seinem Professorenporträt auf einem Kupferstich das Jahr 1604 angegeben wird, ist ein späteres Todesjahr wahrscheinlich.  

## Werke (Auswahl)
Coler veröffentlichte eine Vielzahl an verschiedenen Werken, die sich zumeist an den antiken Grundtexten orientierten. Während von ihm in Altdorf vor allem Vorlesungen über Sallust nachzuweisen sind, wird er dem Neustoizismus des Justus Lipsius zugerechnet. Als Hauptwerk kann die mehrbändige Ausgabe des Gesamtwerks Sallusts gelten. Neben den Ausgaben antiker Autoren veröffentlichte der Gelehrte auch eine Vielzahl an poetischen Arbeiten, die später auch vom niederländischen Humanisten Jan Gruter rezipiert wurden. Besondere Bedeutung hat außerdem eine Studienanleitung für junge Adelige, die einem polnischen Mäzen Colers gewidmet war. Sie wird heute als einer der ersten Versuche gewertet, politische Wissenschaft im deutschsprachigen Europa niederzuschreiben.
- Christophori Coleri De ratione discendi Ius Civile Oratio. Illa quidem dicta Altdorfii, & secundum edita. haec vero nunc primum vulgata per eundem Colerum. Bertram, Straßburg nach 1600.
- De situ, moribus et populis Germaniae libellus et in eum Christophori Coleri commentatio. Eiusdem de studio politico ordinando epistola. Wesel, Hannover 1602.
- De ordinando Studio politico Epistola ad [...] Stanislaum Zelenium Vitellium de Zelanka. Krakau 1601.